# 芽ばえ (曲)
「芽ばえ」（めばえ）は、麻丘めぐみのデビュー・シングル。1972年6月5日発売。発売元はビクター音楽産業。

## 解説
- 麻丘は、デビューすると同時に、キュートな「御姫様顔」がファンに人気を博した。
- レコードジャケットの撮影場所は井の頭公園内。髪型が（後にトレードマークとなる）姫カットではない。
- リリースされてから着実にオリコンのヒットチャートを上昇し、3ヶ月後には第3位にランクされた。年間シングルチャート第17位にランクされ、1973年にリリースされた「わたしの彼は左きき」に次ぐ40万枚を超すヒットを記録した。ビクター発表では80万枚を超える[1]。
- 第14回日本レコード大賞では森昌子、三善英史、郷ひろみ、青い三角定規といった多くの新人賞受賞者の中で、最優秀新人賞を受賞した。
- 初レコーディングの際、ディレクターから声が可愛くないとダメ出しされる。幼少の頃から低い地声にコンプレックスを持っていたこともあって発言に強いショックを受け、その場で泣き出してしまったことから、当日のレコーディングはボツになる。自分には歌手は無理だと途方に暮れてしまい、当時住んでいた久我山のアパートまで泣きながら帰ったという。日を改めてのレコーディングで、作曲者の筒美京平から「君は高音にさしかかる際、泣き声になるからそれを生かしなさい」とアドバイスを受け、敢えて高めの音域で歌うことを試みると「可愛い声で歌えるじゃん」と、ようやくOKをもらったという[2][3]。
- デビュー当初はステージ衣装が用意されず、麻丘の母親が安価の端切れを使って衣装を手づくりしていた。

## 収録曲
- 全曲作詞：千家和也／作曲：筒美京平／編曲：高田弘

1. 芽ばえ
2. 素晴らしき16才

## 収録作品
- 麻丘めぐみBOX 72-77
- GOLDEN☆BEST 麻丘めぐみ

## カバー
- 桜田淳子（1974年）- スタジオ・アルバム『淳子と花物語』 （1974/3/25、ビクター音楽産業）収録
- 水谷絵津子（1982年）- シングル （1982/9/21、日本コロムビア）
- 浜田朱里（1982年）- スタジオ・アルバム『想い出のセレナーデ』 （1982/5/21、CBSソニー）収録　※『ゴールデン・Jポップ／ザ・ベスト 浜田朱里』 （1999/9/22、ソニー・ミュージックエンタテインメント）にも収録
- 山中すみか（1989年）- オムニバスアルバム『Cuties in Variation』 （1989/11/21、コロムビアミュージックエンタテインメント）収録
- 河田純子（1990年）- オムニバスアルバム『楽天使』 （1990年1月1日、CBSソニー）収録